# Cultuurvereniging De Burgersgilde vzw
Cultuurvereniging De Burgersgilde vzw is een overkoepelende vereniging zonder winstoogmerk met diverse culturele initiatieven in het West-Vlaamse Lichtervelde. Onder deze initiatieven vallen de Koninklijke Harmonie De Burgersgilde Lichtervelde, met een jeugdafdeling onder de naam Jeugdensemble Lichtervelde (JEL); de toneelkring 'Nut en Vermaak'; een drumband, Powerdancers en een veloclub. De Cultuurvereniging draagt met deze deeltakken bij aan het culturele leven in Lichtervelde en daarbuiten door het organiseren van concerten, optredens en theatervoorstellingen, en door deel te nemen aan lokale en interlokale evenementen en aan wedstrijden en kampioenschappen.

## Geschiedenis

### Oprichting en politieke context
Cultuurvereniging De Burgersgilde vzw heeft een geschiedenis die verbonden is met de politieke ontwikkelingen van die tijd. De ideologische tegenstellingen speelden daarbij een rol.
De Burgersgilde is opgericht op 26 februari 1879 in zaal De Keizer, onder de naam 'Katholieke Burgersgilde' en onder het motto 'Hoop in de Toekomst'. De oprichting vond plaats tijdens een periode van politieke spanningen, waarin de liberalen de macht in het Belgische parlement hadden.
Hoewel Lichtervelde een katholieke meerderheid kende, werd in 1878 de liberaal Xavier Kerkhofs benoemd tot burgemeester, in plaats van de katholieke voorgedragen Pieter Decuypere, die het ambt bekleedde van 1872 tot 1878. Tijdens deze periode streefde de liberale regering, onder leiding van Walthère Frère-Orban, naar een scheiding tussen kerk en staat, wat onder meer leidde tot de Eerste Schoolstrijd.
De maatregelen verbonden aan de Eerste Schoolstrijd leidden tot spanningen in Lichtervelde, waar de benoeming van de liberale burgemeester Xavier Kerkhofs in 1878 voor onrust zorgde. 
De katholieke gemeenschap verzette zich tegen deze politieke ontwikkelingen. De pastoors spoorden aan tot een protest door dorpelingen te overtuigen weg te blijven van de inhuldiging van burgemeester Kerkhofs. Desondanks namen de muzikanten van fanfare Sint-Cecilia De Zwaan deel aan de festiviteiten, wat hen niet in dank werd afgenomen. Een reactie liet niet op zich wachten. De pastoors riepen de katholieke burgerij en vooraanstaande landbouwers op om hun krachten te bundelen en een nieuwe politieke partij op te richten, de 'Katholieke Burgersgilde'. Terzelfdertijd werd onder dezelfde naam een muziekvereniging gesticht als tegenhanger van de ondertussen als liberaal beschouwde Sint-Cecilia De Zwaan. Wat begon als een vereniging van koorzangers die kerkelijke plechtigheden muzikaal ondersteunde, evolueerde tot een harmonie. De pastoors haalden hun slag binnen. Acht van de elf gemeenteraadsleden keerden zich tegen de liberale burgemeester Xavier Kerkhofs, terwijl verschillende leden en muzikanten van de fanfare Sint-Cecilia De Zwaan overliepen naar de 'Katholieke Burgersgilde'. Fanfare 'De Zwaan' werd verboden deel te nemen aan de processie en aan de leden werd de communie geweigerd. Voor 'De Zwaan' betekende dit het begin van een moeilijke periode. Tijdens de volgende gemeenteraadsverkiezingen behaalden de katholieken de meerderheid, waardoor de liberalen uit de gemeenteraad verdwenen. Pieter Decuypere werd opnieuw burgemeester, een positie die hij zou blijven bekleden tot zijn overlijden in 1894.
Lichtervelde werd een sterk verzuilde dorpsgemeenschap waar twee politieke partijen lijnrecht tegenover elkaar kwamen te staan. Enerzijds had men de 'Katholieke Burgersgilde', die oorspronkelijk een katholieke traditie kende, anderzijds was er 'De Zwaan', dat bekend stond om zijn liberale opvattingen. De tegenstelling tussen rood versus zwart kenmerkte het sociale leven in Lichtervelde, waarbij lokale winkels, cafés en verenigingen ofwel katholiek (rood) ofwel liberaal (zwart) waren, en zo de politieke verdeeldheid weerspiegelden.

### Ontzuiling van een sterk verdeelde gemeenschap
Begin de jaren 1980 verdwijnt in Lichtervelde de jarenlange tegenstelling tussen katholieken en liberalen die de gemeenschap verdeelde. De Burgersgilde, traditioneel gelinkt aan de katholieke zuil, stond tegenover De Zwaan, die haar oorsprong vond in de liberale beweging. In 1988 ging De Burgersgilde voor het eerst in bijna 100 jaar niet met een lijst 'De Burgersgilde', maar onder de naam 'Gemeentebelangen' naar de gemeenteraadsverkiezingen, waarmee de politieke verbondenheid van de vereniging werd doorbroken. De Burgersgilde maakt zich los van eender welke politieke strekking en gaat sindsdien door het leven als een politiek onafhankelijke culturele vereniging.
Een symbolisch moment was de inzegening van de Ringweg in Lichtervelde op Paasmaandag 15 april 1996, waarbij de 'Koninklijke Harmonie De Burgersgilde' en de 'Koninklijke Fanfare Sint-Cecilia De Zwaan' voor de eerste maal in 100 jaar samen een stapoptreden gaven. Tot op vandaag blijft dit een terugkerend gegeven dat zich bij belangrijke gebeurtenissen in Lichtervelde herhaalt. De verzuiling in Lichtervelde is verleden tijd.

### Evolutie van culturele activiteiten
De Burgersgilde heeft sinds haar oprichting in 1879 een evolutie doorgemaakt in haar culturele activiteiten, waarbij ze inspeelde op veranderende sociale, maatschappelijke en culturele tendensen.

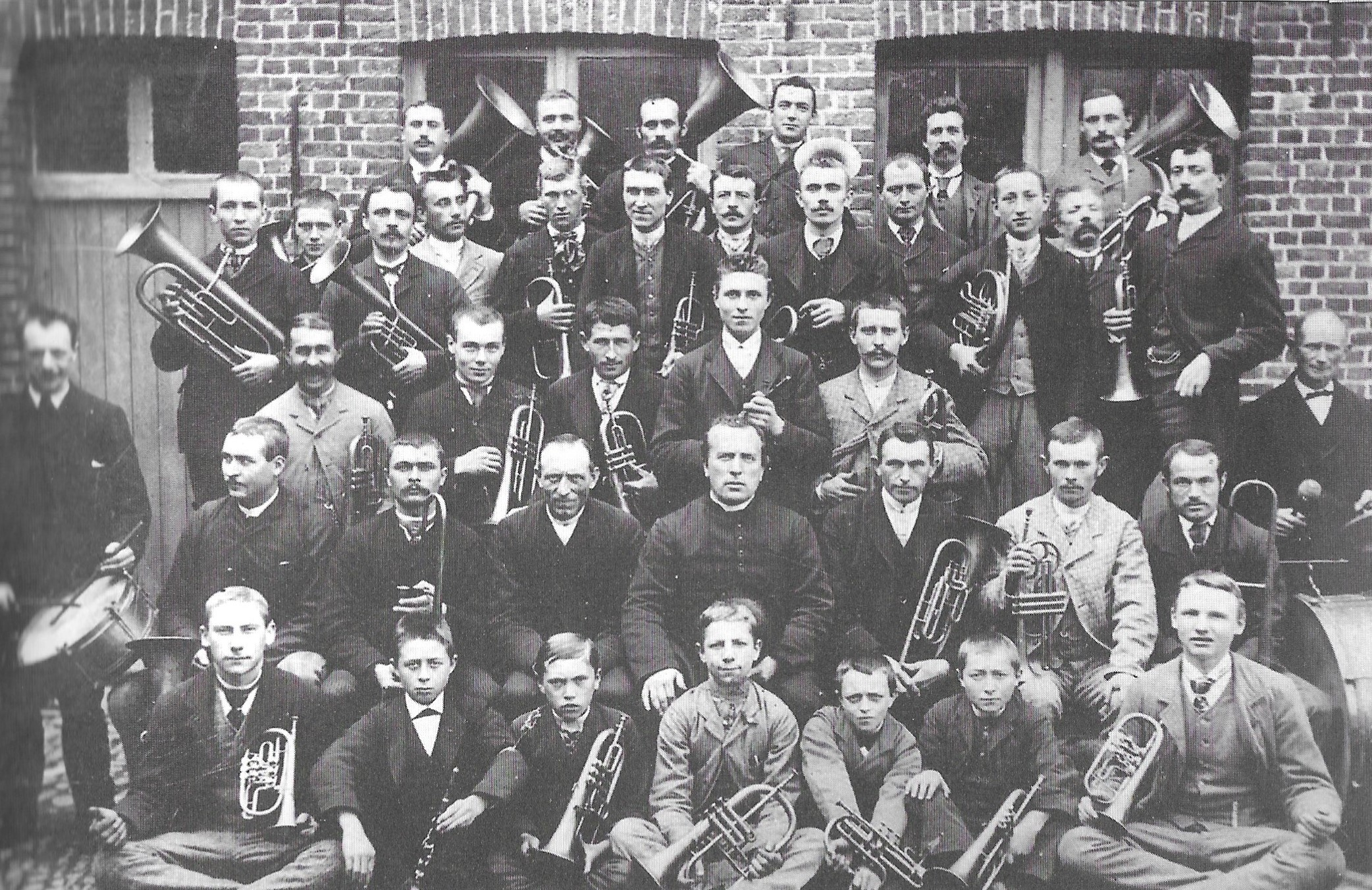
Eerste groepsfoto muziekvereniging De Burgersgilde (1893)

- 1879: Oprichting vereniging van koorzangers en oprichting van de harmonie[3]
- 1896: Oprichting toneelkring 'Den Koninklijke kring De Burgersgilde'[3]
- 1920: Toneelkring 'Den Koninklijke kring De Burgersgilde' krijgt de naam 'Nut en Vermaak'[3]
- 1920: De harmonie vormt zich om tot een fanfare, waarbij het korps uitbreidt met klaroenblazers en trommelaars[3]
- 1971: Oprichting VCB 'Vrouwenclub Burgersgilde' - een socio-culturele vereniging die diverse activiteiten organiseerde[2]
- 1971: De totstandkoming van 't Joenk van den Troenk, het ledenblad van De Burgersgilde vzw[2]
- 1972: Oprichting van het majorettenkorps[3]
- 1976: Oprichting van het trommelkorps[3]
- 1977: Oprichting JEL 'Jeugdensemble Lichtervelde'[3]
- 1980: De fanfare wordt opnieuw een harmonie[3]
- 2000: Oprichting drumband, voortgekomen uit het voormalige trommelkorps[7]
- 2002: Oprichting dansschool 'My Homies – Powerdancers', ontstaan uit het voormalige majorettenkorps[8]

### Repetitielokalen door de jaren heen
De Burgersgilde kent door de jaren heen verschillende repetitieruimtes.

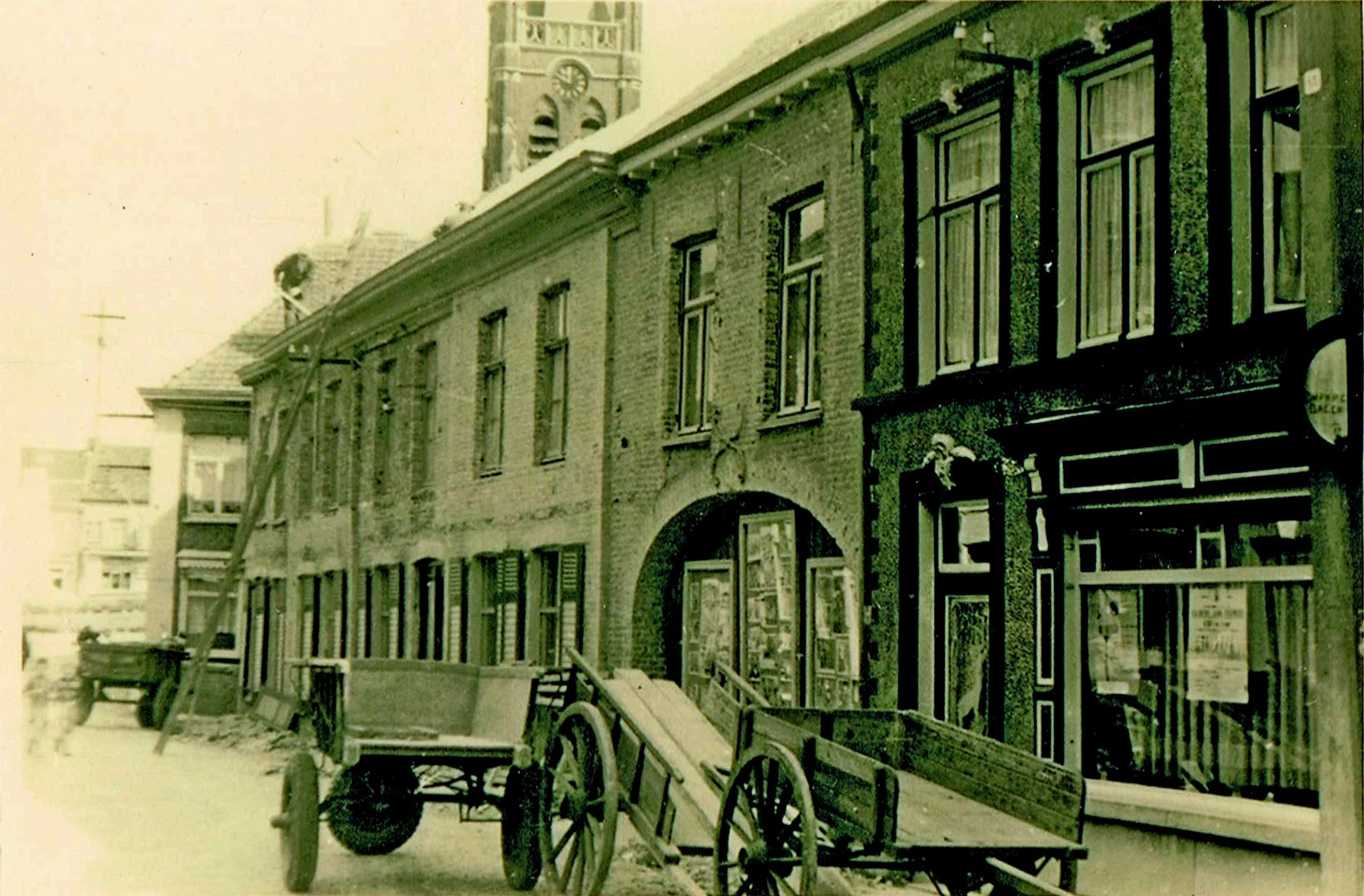
Voorgevel 'De Keizer' (ca. 1925)

- 1879: Bij de oprichting van de Burgersgilde vonden de repetities plaats in zaal De Keizer
- 1924: Zaal De Keizer wordt opgekocht door Gerard Debaillie en zijn vrouw Marie-Louise Ramboer met als doel er filmvoorstellingen te geven[9]
- 1926: Gerard Debaillie beslist om nu ook filmvoorstellingen te laten doorgaan op zaterdag waardoor het voor de harmonie en de toneelvereniging steeds moeilijker wordt om er hun repetities te laten doorgaan

- 1937: Start bouw zaal 'De Burgersgilde', achter herberg 'In 't roosje' in de Statiestraat

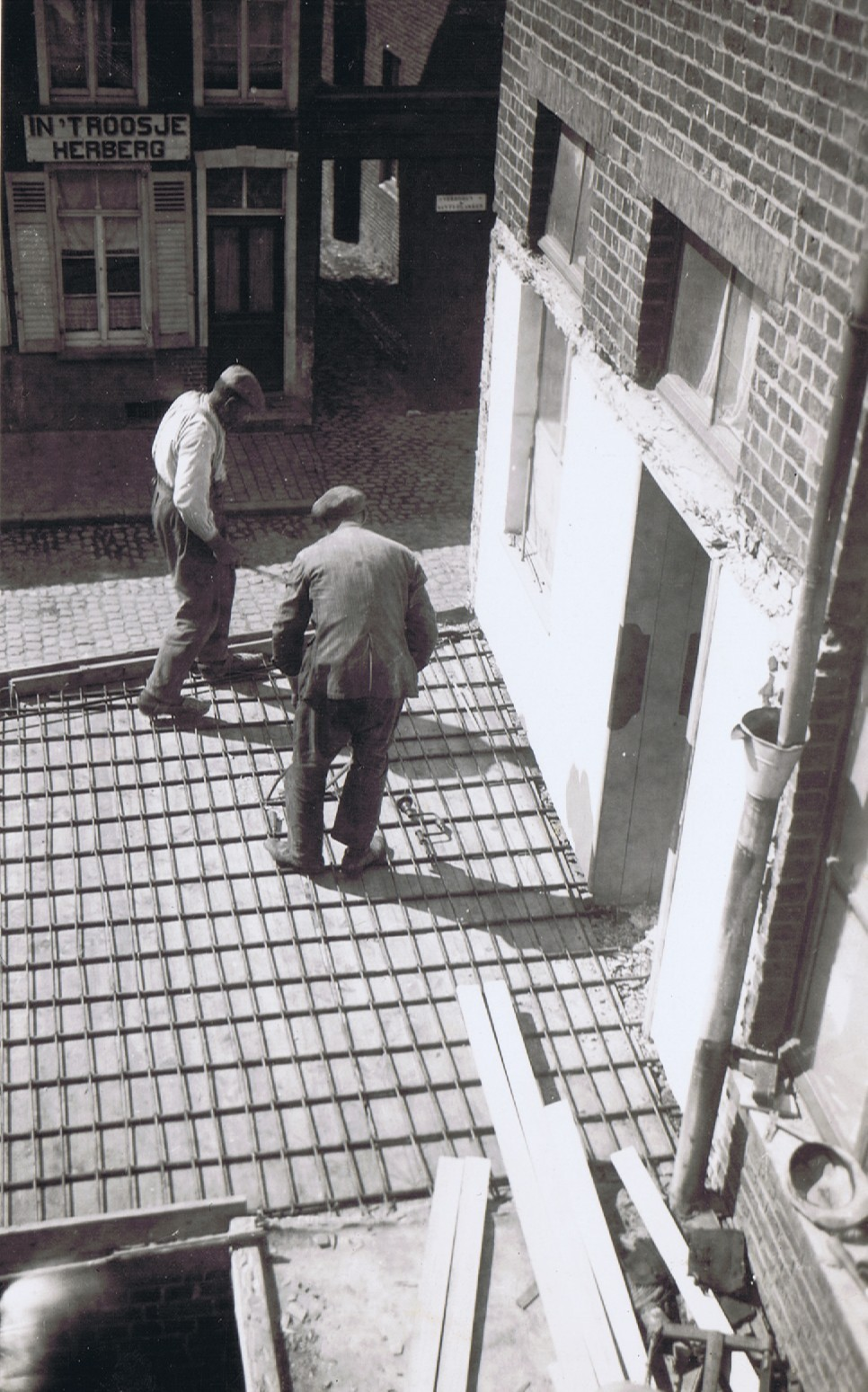
Herberg 'In 't Roosje' (jaren 1920)

- 1938: De fanfare en toneelvereniging nemen hun intrek in café De Burgersgilde – de voormalige herberg 'In 't roosje'

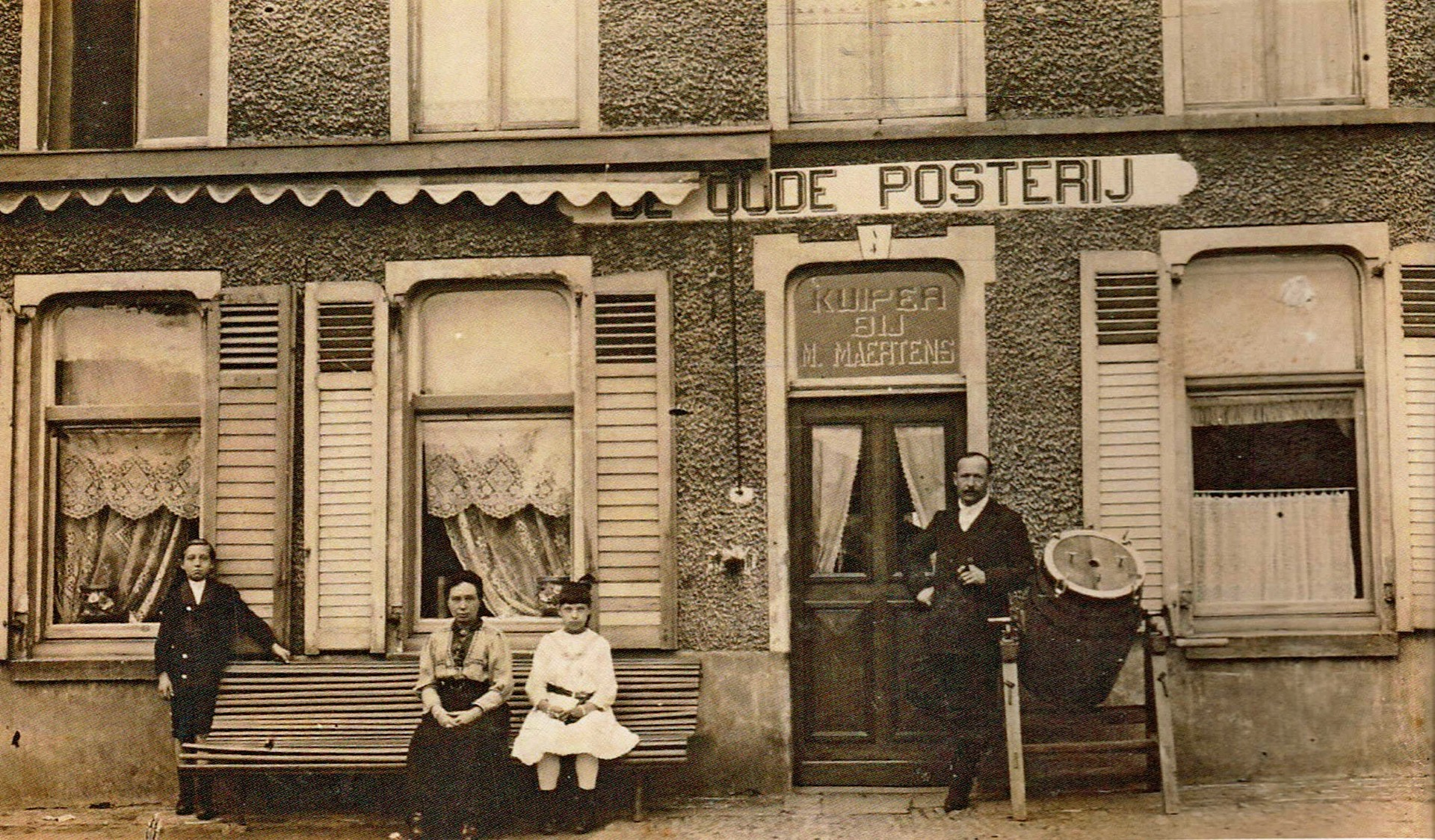
Voorgevel 'De Oude Posterij' (jaren 1920)

- 1940: Bij het uitbreken van de Tweede Wereldoorlog wordt zowel de zaal als het café in beslag genomen door het Duitse leger waardoor De Burgersgilde noodgedwongen op zoek moet naar een nieuw repetitielokaal – dit wordt 'De Oude Posterij' op de markt in Lichtervelde
- 1946-1947: Na de Tweede Wereldoorlog keert de vereniging terug naar café en zaal De Burgersgilde in de Statiestraat

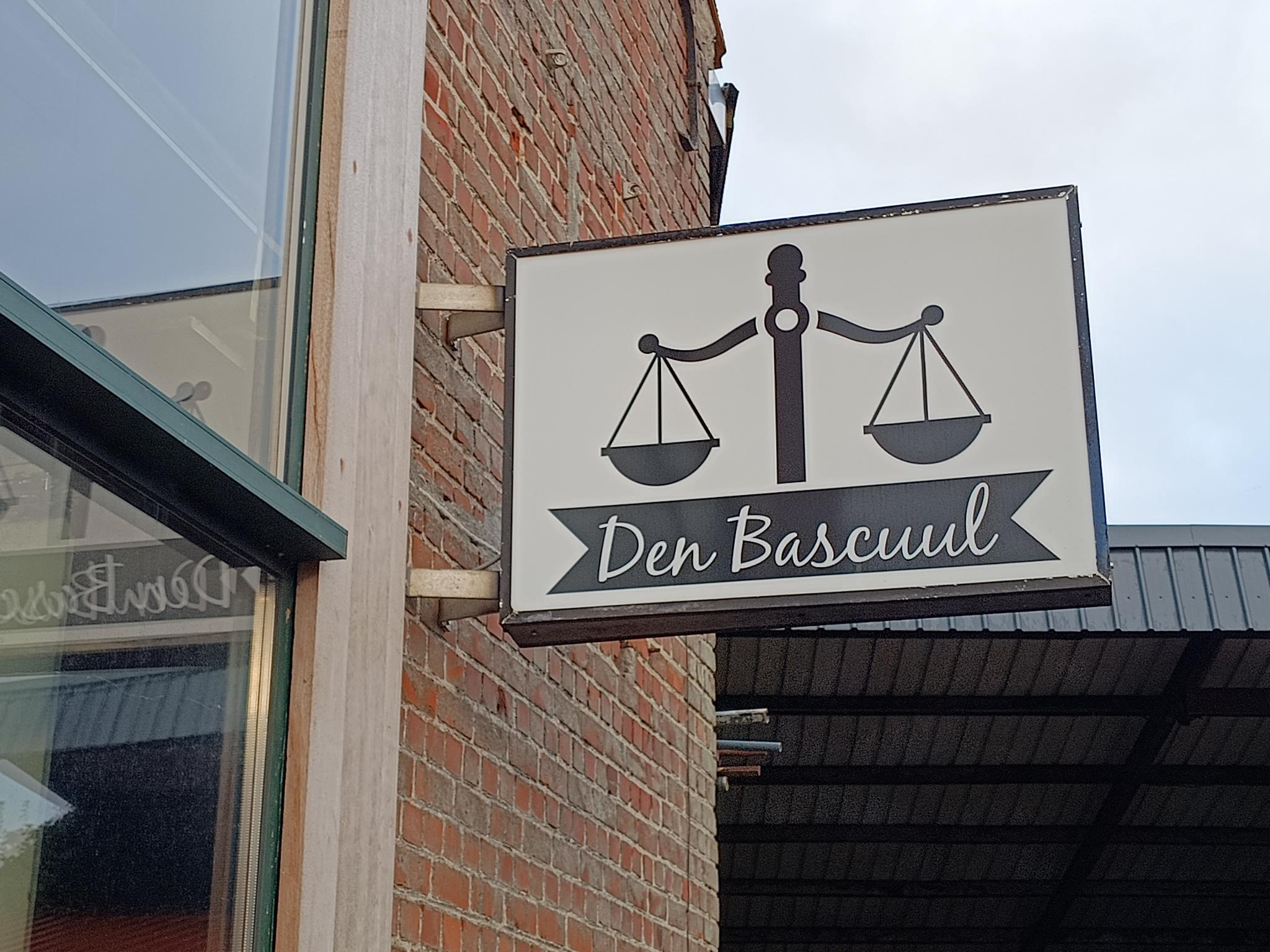
Uithangbord huidig repetitielokaal 'Den Bascuul'

- 2022: De repetities van de harmonie en de toneelvereniging vinden sinds 2022 plaats in een gerenoveerde ruimte in de Stegelstraat in Lichtervelde, 'Den Bascuul' genaamd, een ruimte die voorheen dienst deed als cichorei-ast

## Voorzitters
Door de jaren heen, vanaf de oprichting van de 'Katholieke Burgersgilde' tot 'Cultuurvereniging De Burgersgilde vzw' werd de functie van voorzitter door meerdere personen bekleed.

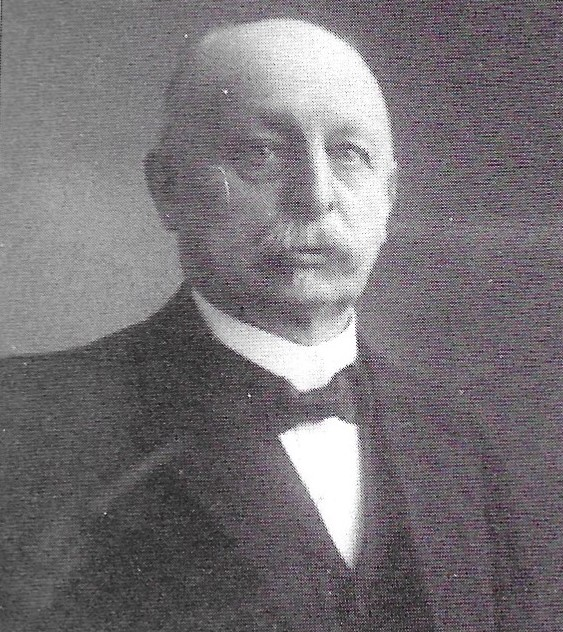
Eugène Bekaert: eerste voorzitter van de 'Katholieke Burgersgilde'

1. Eugène Bekaert: Tijdens de periode 1879-1880 was hij de eerste voorzitter van de 'Katholieke Burgersgilde'
2. August Gyselinck: In 1880 nam hij de fakkel over van Eugène Bekaert - dit tot 1883
3. Emiel Dewaele: Voorzitter van 1883 tot 1925, tevens de man die het langst het voorzitterschap op zich nam
4. Maurice Decuypere: Voorzitter voor de periode 1926-1930
5. Honoré Pape: Voorzitter en tal van andere functies binnen 'De Burgersgilde' van 1930 tot zijn overlijden in 1956
6. Pierre Blomme: Voorzitter na het overlijden van Honoré Pape, maar legde het ambt na nog geen jaar al terug neer (1956-1957)Jules Missinne: buste gecreëerd door Ron Deblaere in opdracht van 'De Burgersgilde'[10]

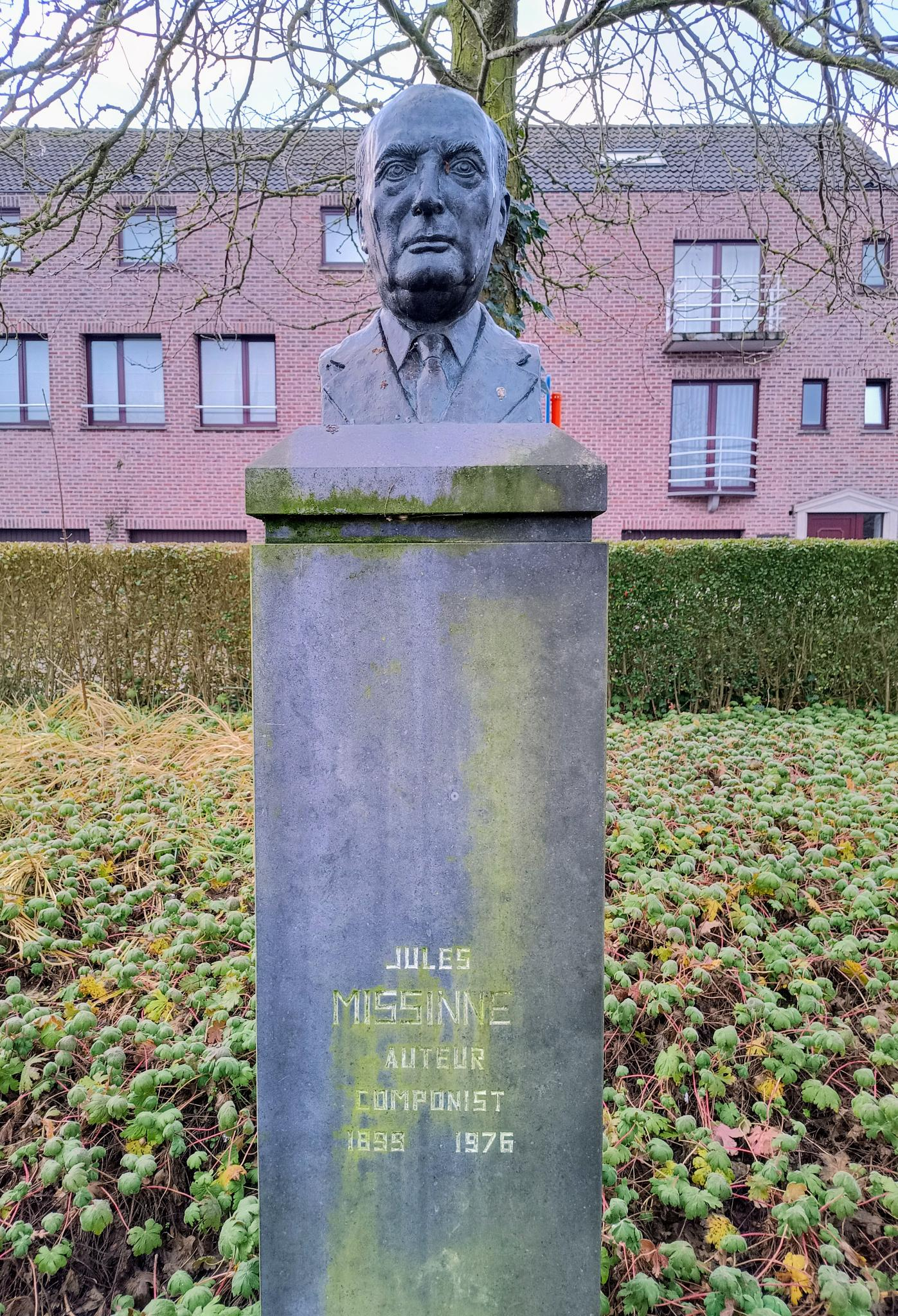
Jules Missinne: buste gecreëerd door Ron Deblaere in opdracht van 'De Burgersgilde'

7. Jules Missinne: Voorzitter van De Burgersgilde van 1958 tot 1974, tevens ook acteur, muziekleraar, librettist, componist, schrijver, zanger, pianist, saxofonist, klarinettist en violist. Jules Missinne schreef verscheidene operettes, die telkens door toneelkring 'Nut en Vermaak' in Lichtervelde in première gingen en later door tal van gezelschappen overal in het land werden opgevoerd. Zijn bijdrage aan De Burgersgilde en zijn toewijding aan het culturele leven werd erkend met een buste op het Gildhofplein in Lichtervelde.[11]
8. Georges Decuypere: Opvolger van Jules Missinne voor de periode 1974-1994

Tot 1995 was Georges Decuypere zowel voorzitter van 'Cultuurvereniging De Burgersgilde vzw' als van de 'Koninklijke Harmonie De Burgersgilde' Vanaf dat jaar werd beslist een onderscheid te maken tussen beide. Er werd sindsdien een voorzitter aangesteld voor de overkoepelende vzw 'Cultuurvereniging De Burgersgilde vzw' en een voorzitter voor de 'Koninklijke Harmonie De Burgersgilde'.

### Voorzitters Cultuurvereniging De Burgersgilde vzw

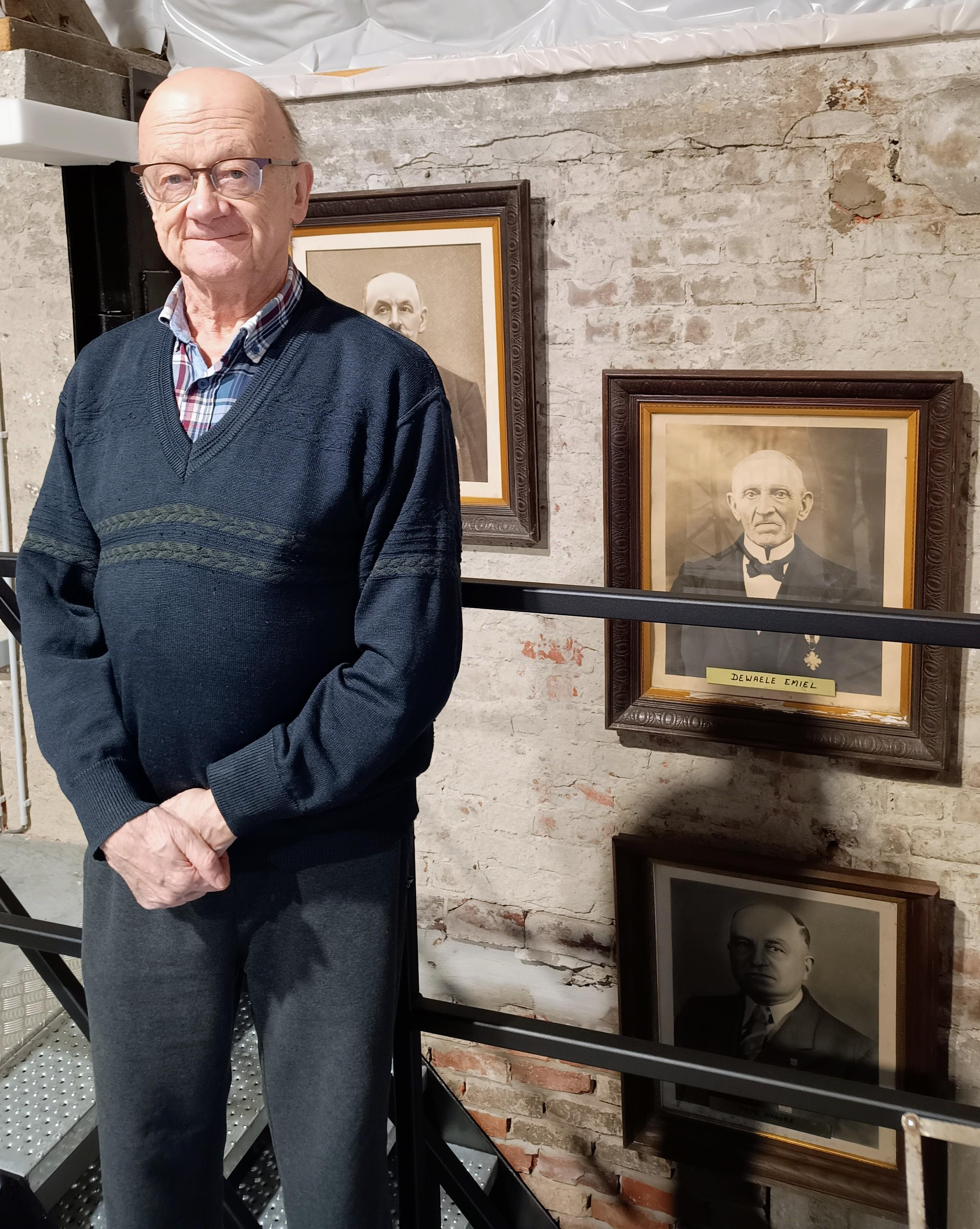
Luc Vanderper: huidig voorzitter van de 'Koninklijke Harmonie De Burgersgilde'

- 1994 - 2003: Modest Derho[3]
- 2004 - 2009: Elsie Labens[12]
- 2009 - 2019: Danny Viaene[12]
- 2019 - heden: Luc Vanderper[12]

### Voorzitters ‘Koninklijke Harmonie De Burgersgilde’
- 1995 - 2000: Jan Loose[3]
- 2001 - 2009: Peter Caset[3]
- ? - heden: Stefanie Syoen[13]

## Erkenningen, titels en prijzen
- 1937: De 'Katholieke Burgersgilde' wint de 1ste prijs bij de nationale en interprovinciale muziekwedstrijd voor harmonieën en fanfaren[14]
- 1951: De harmonie verwerft de officiële titel 'Koninklijk'[15]
- 1976: 'Koninklijke fanfare De Burgersgilde' neemt deel aan het Provinciaal Muziektoernooi[16]
- 2012: Bij hun debuut bij de Nationale Wedstrijd voor drumbands in Wevelgem won de drumband de kampioenstitel ‘Eerste afdeling’[17]

## Voorstellingen en initiatieven
- 2009: De Koninklijke Harmonie treedt voor hun jaarlijks kerstconcert op samen met Sarah Bettens, gekend van de zanggroep K's Choice, in CC De Spil te Roeselare.[18]
- 2010: De Koninklijke Harmonie treedt op in Hooglede met Brass Band Leieland en The Loose Trombone Consort. Dirigent van dienst, Wouter Loose, is een veel gevraagd dirigent voor de begeleiding van verschillende orkesten in binnen- en buitenland.[19]
- 2015: Cultuurvereniging De Burgersgilde vzw organiseert zijn 14de editie van de Smultoer waarbij de opbrengst steevast naar een goed doel gaat - in 2015 was dit Onze Kinderen vzw in Rumbeke.[20]
- 2022: De Koninklijke Harmonie wordt genomineerd voor de felbegeerde VLAMO-award met hun muziektheater 'De Killer Queen', waar zang, dans, theater en live muziek centraal staan.[21]

## Galerij

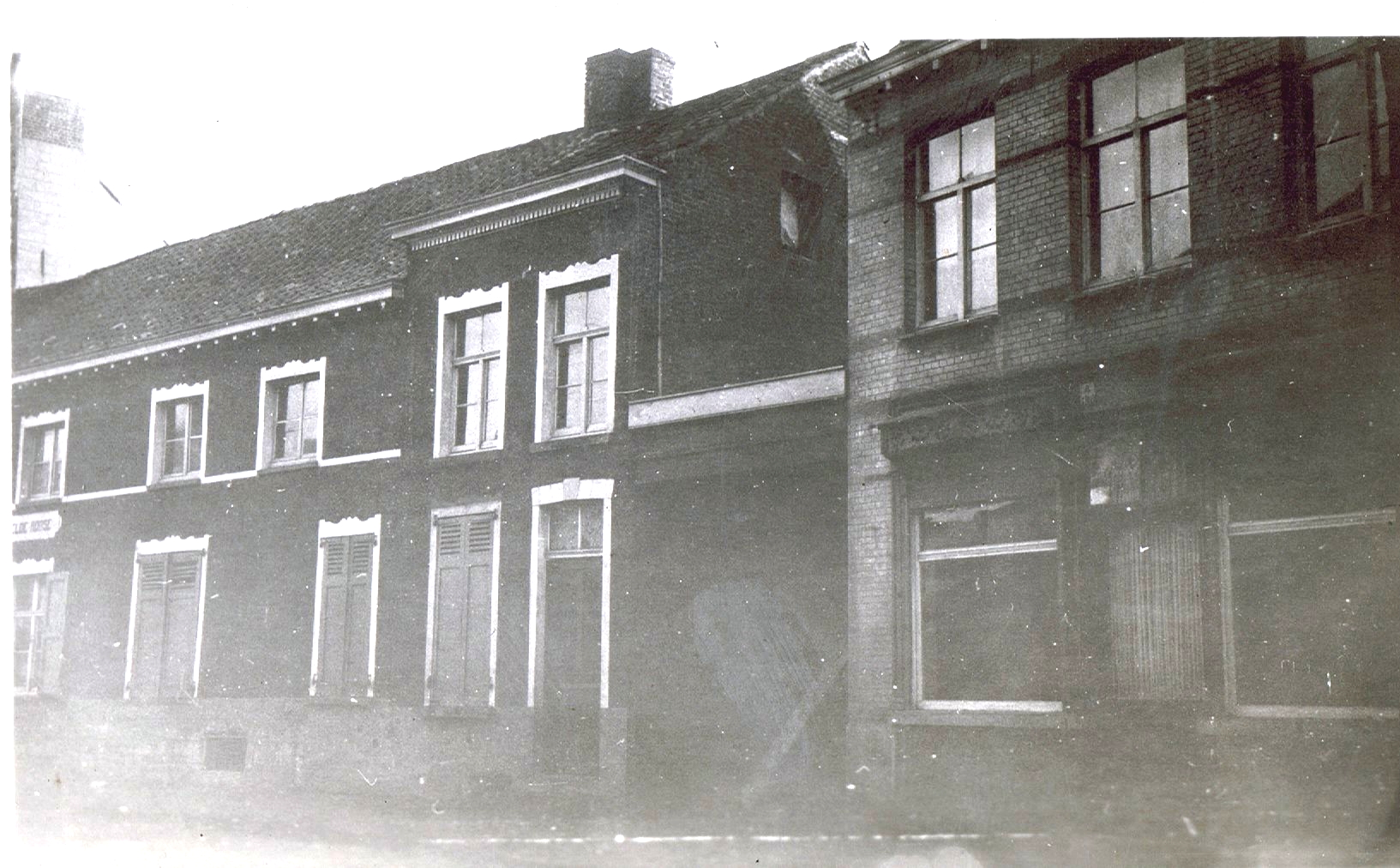
Voorgevel 'De Burgersgilde' (1937)
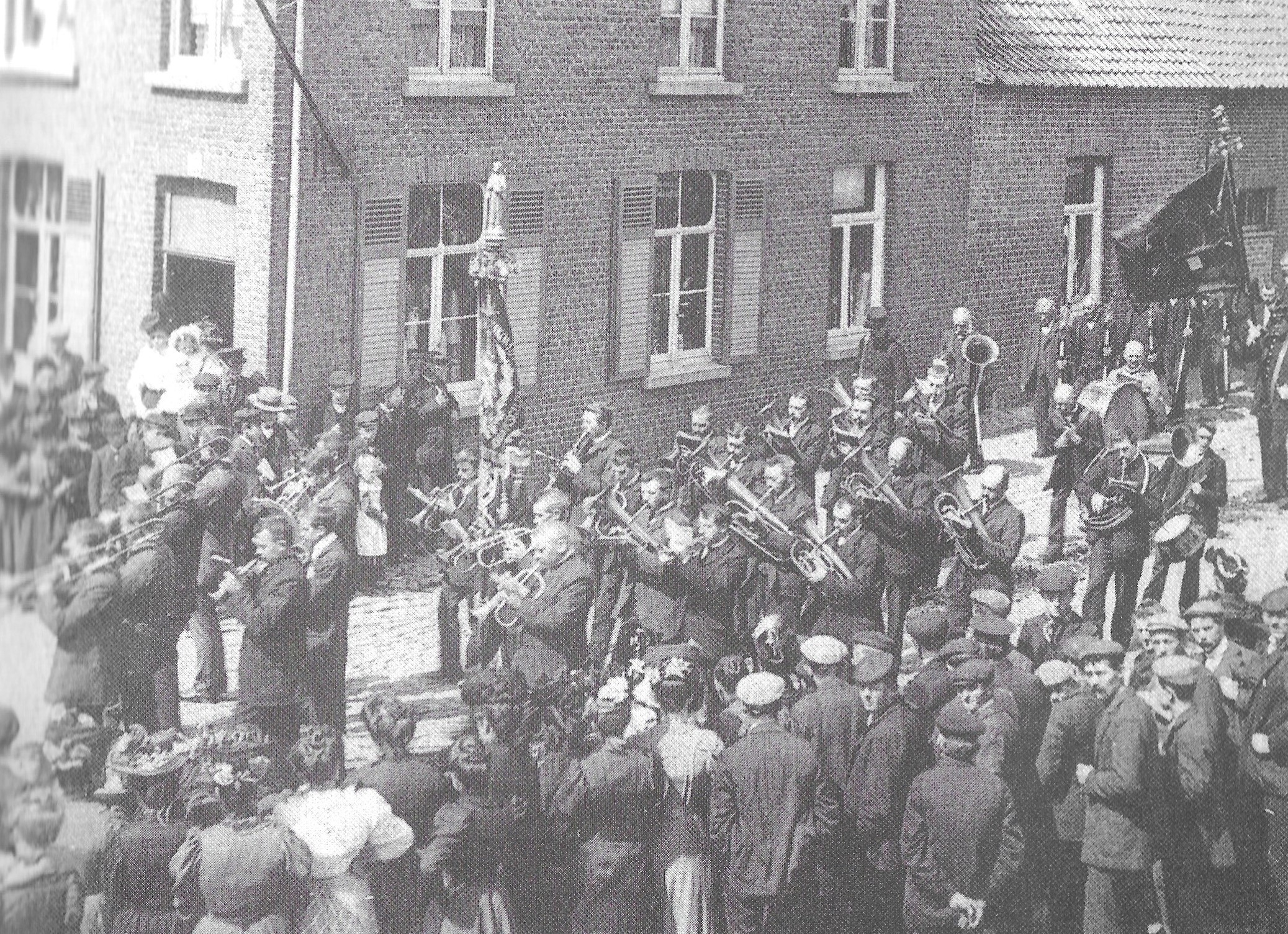
'De Burgersgilde' stapt mee in de processie in Lichtervelde (begin jaren 1900)
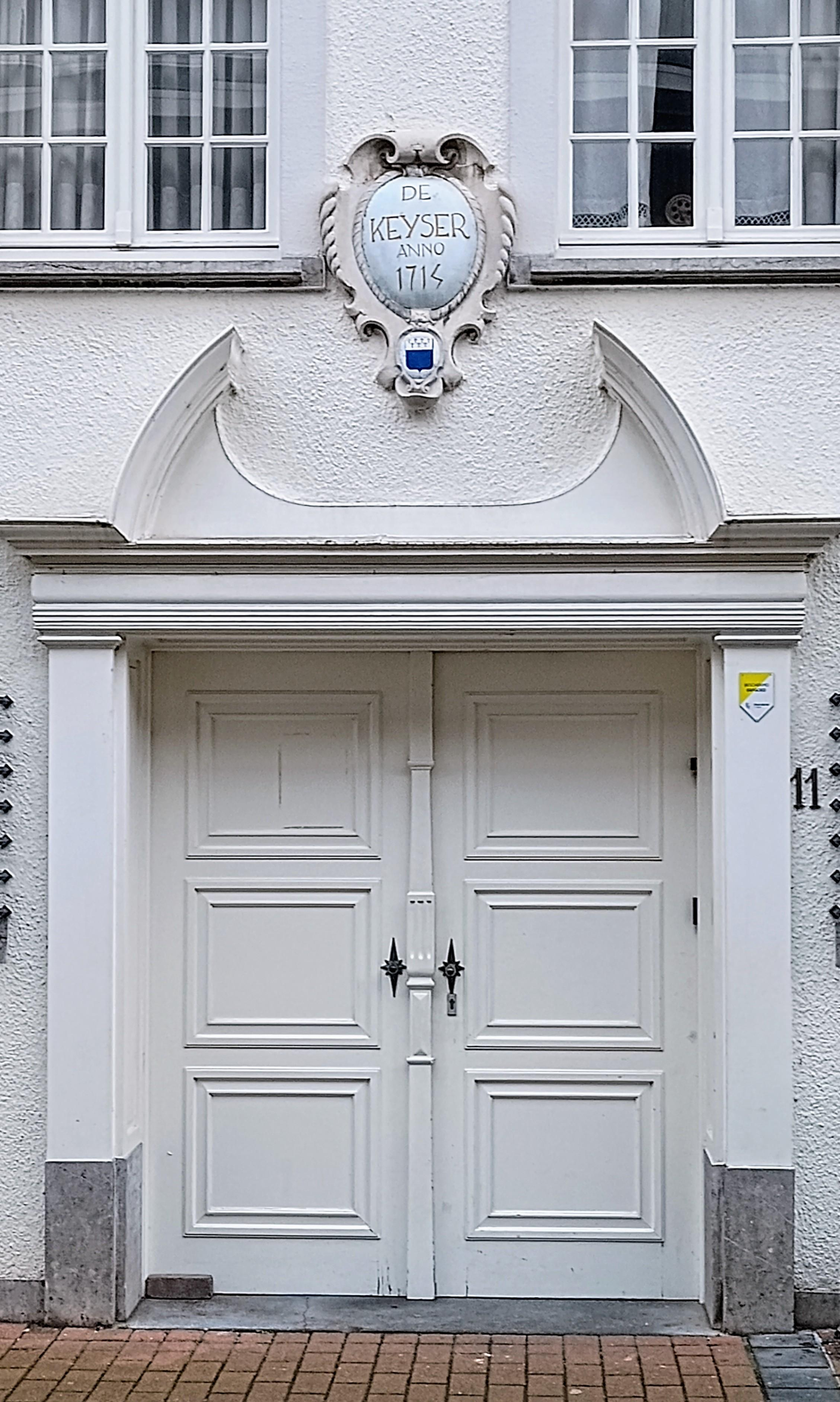
Cultuurhuis Cinema De Keizer Lichtervelde
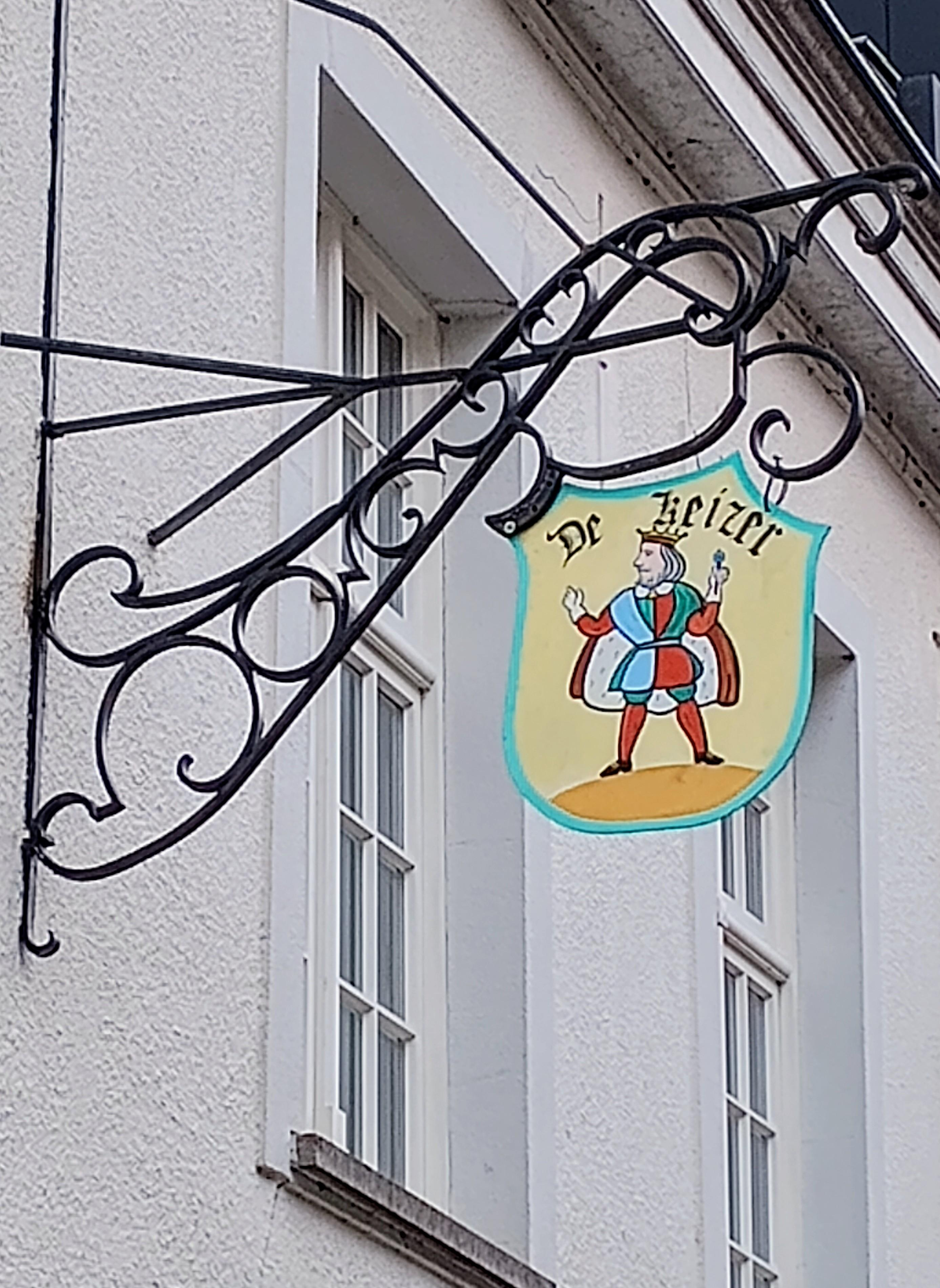
Cultuurhuis Cinema De Keizer Lichtervelde
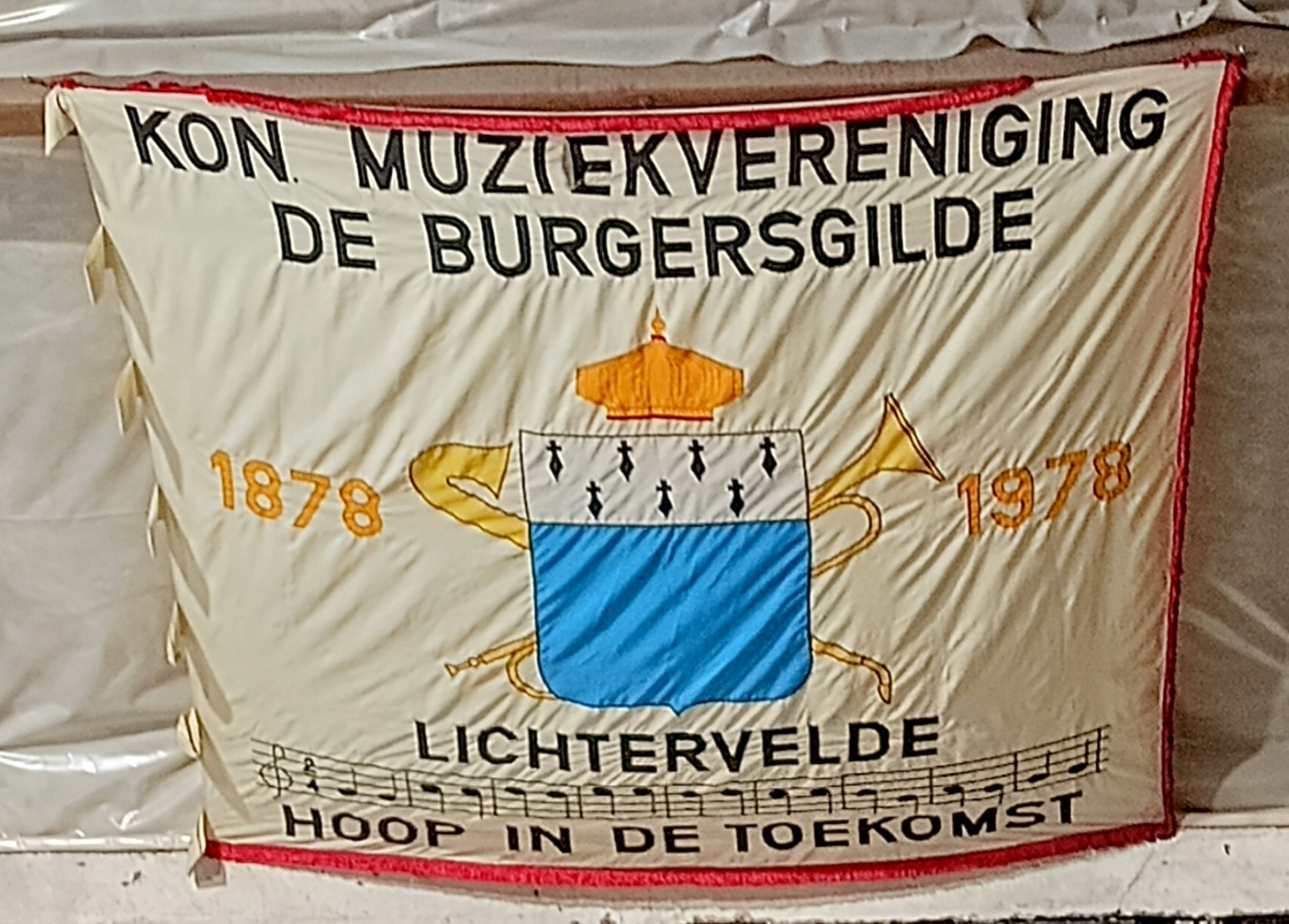
Vlag naar aanleiding van het 100-jarig bestaan van de 'Koninklijke Muziekvereniging De Burgersgilde'
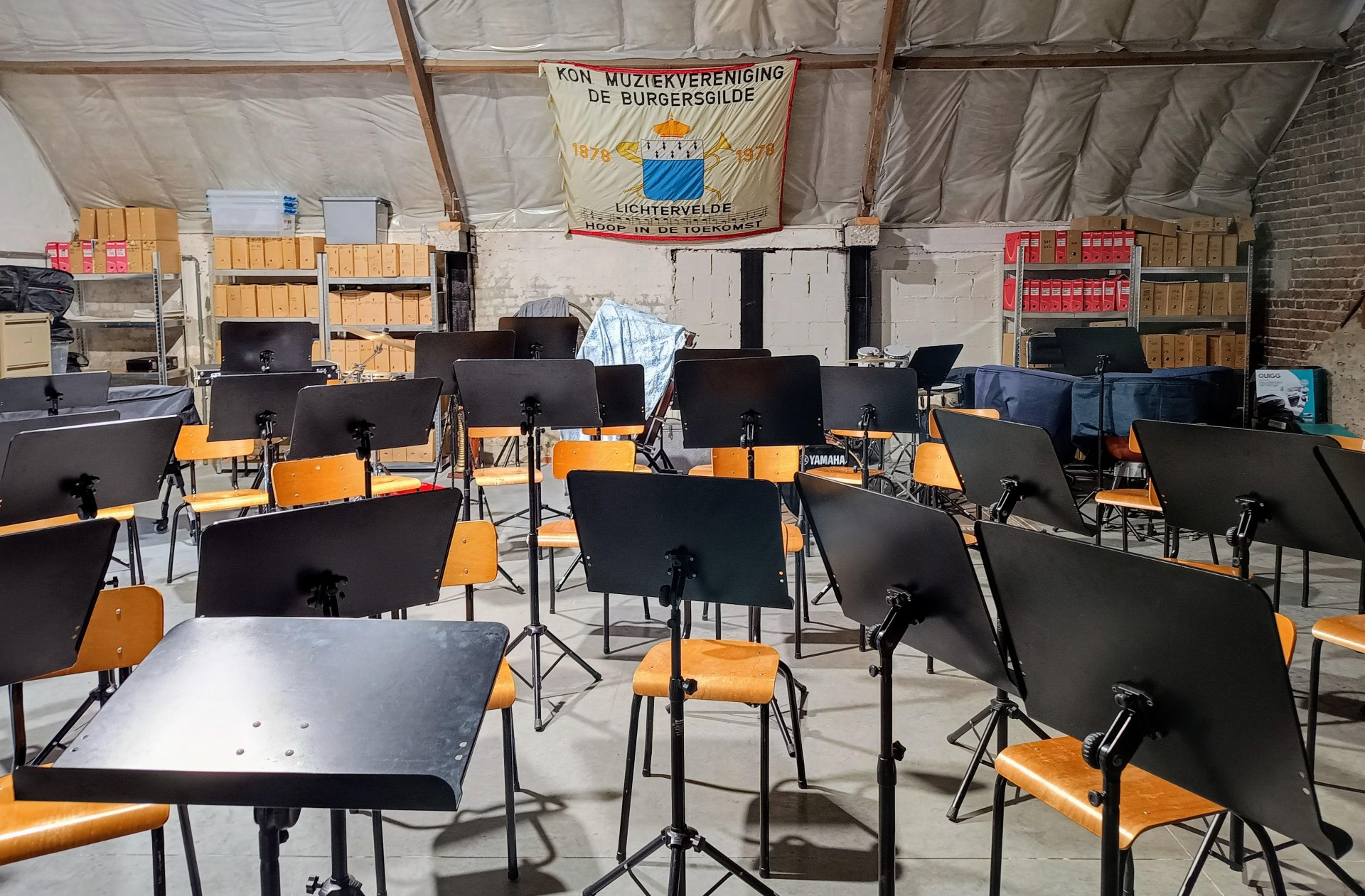
Huidige repetitieruimte in lokaal 'Den Bascuul'
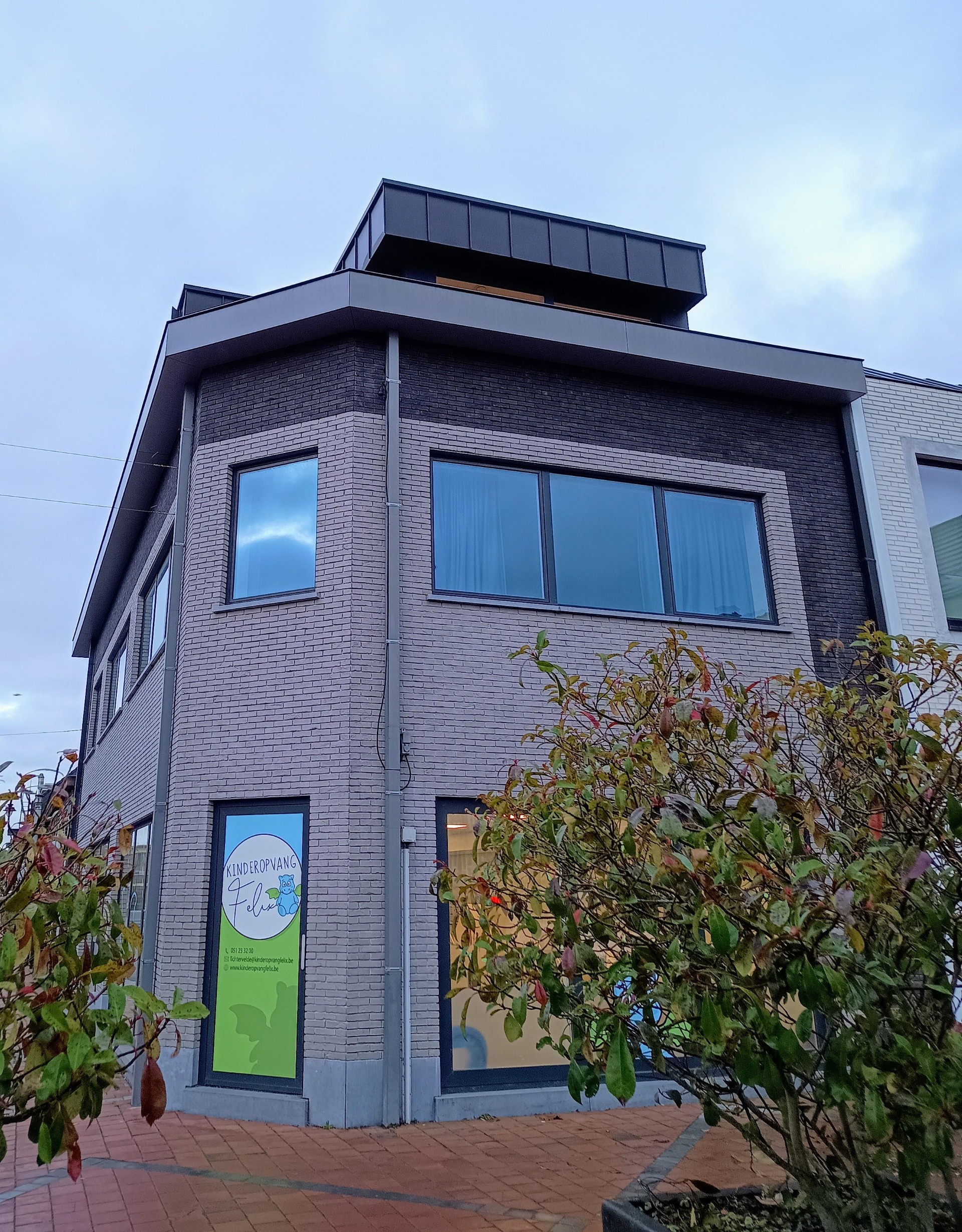
Café 'De Zwaan' doet heden ten dage dienst als kindercrèche
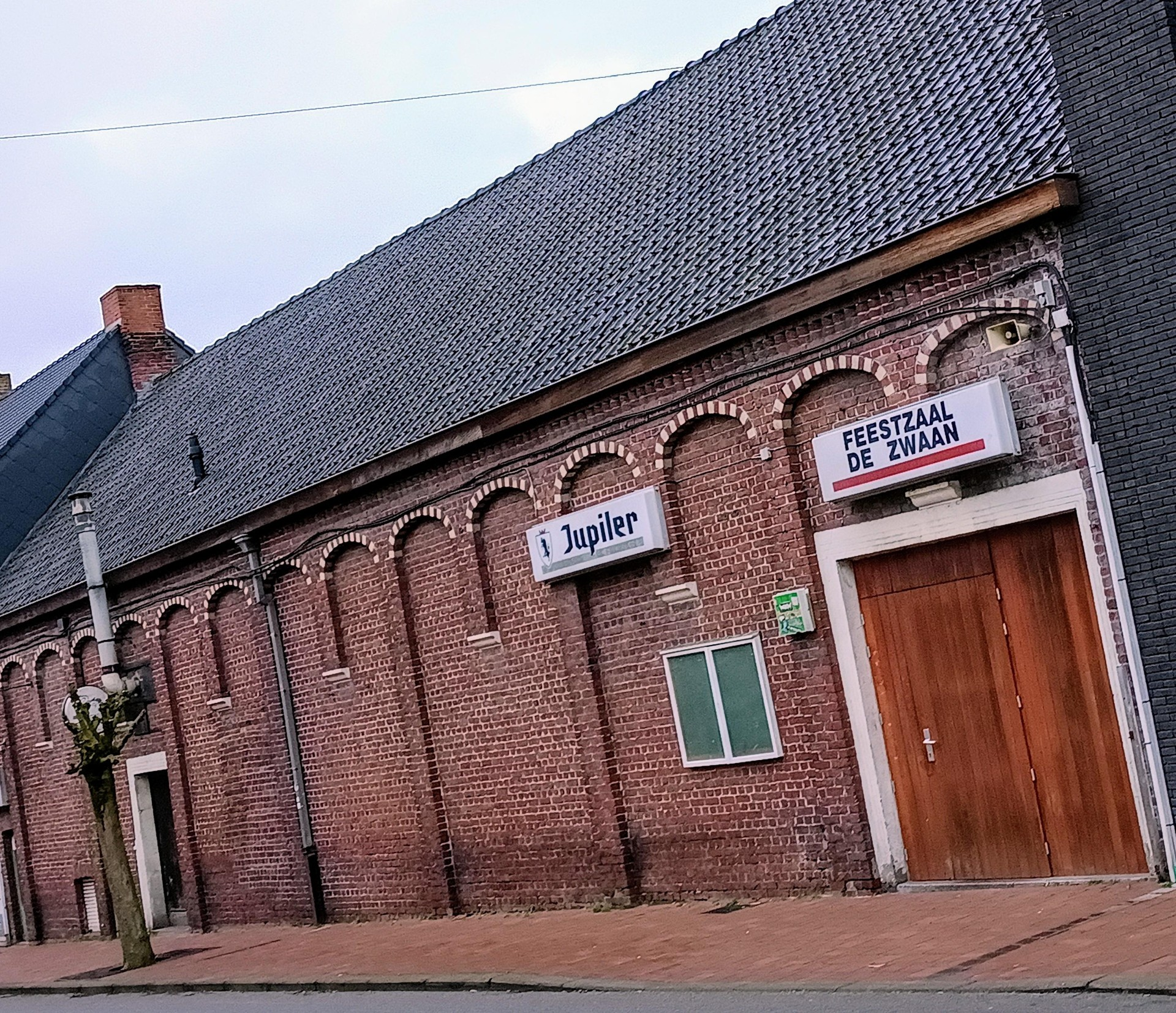
Voorgevel 'De Zwaan' Lichtervelde